# شهرستان گوژانگ
شهرستان گوژانگ (به لاتین: Guzhang County) یک منطقهٔ مسکونی در چین است که در ولایت خودمختار شیانگشی توجیا و میائو واقع شده‌است. شهرستان گوژانگ ۱٬۲۸۶٫۲۳ کیلومتر مربع مساحت و ۱۴۴٬۸۰۰ نفر جمعیت دارد.